# Cimetropium bromide
Cimetropium bromide là một dẫn xuất belladonna. Bằng chứng không hỗ trợ việc sử dụng nó trong đau bụng ở trẻ sơ sinh.